# گرس (فرانسه)
شهر گرس (به فرانسوی: Grasse) در شهرستان آلپ-ماریتیم در ناحیه پروانس آلپ-کوت دازور با جمعیت ۴۸٬۸۰۱ نفر در کشور فرانسه واقع شده است